# خاردارها
خاردارها (نام علمی: Acanthophora) نام یک سرده از division جلبک قرمز است.